# أز ذا وورلد تيرنز
أز ذا وورلد تيرنز (بالإنجليزية: As the World Turns)‏ هو مسلسل دراما تم إنتاجه في الولايات المتحدة. بدأ عرضه في سنة 1956 على سي بي إس. بلغ عدد مواسم المسلسل 54 موسما، بلغ عدد حلقاته 13858 حلقة، وتبلغ مدة الحلقة الواحدة 30 دقيقة. تم بث المسلسل لأول مرة بتاريخ 2 أبريل 1956 بينما تم بث آخر حلقة منه بتاريخ 17 سبتمبر 2010. فاز المسلسل بجائزة إيمي دايتايم لأفضل مسلسل دراما. استمر عرضه لمدة 54 عاما.

## وصلات خارجية
- الموقع الرسمي
- أز ذا وورلد تيرنز على موقع IMDb (الإنجليزية)
- أز ذا وورلد تيرنز على موقع ميتاكريتيك (الإنجليزية)
- أز ذا وورلد تيرنز على موقع روتن توميتوز (الإنجليزية)
- أز ذا وورلد تيرنز على موقع كينوبويسك (الروسية)
- أز ذا وورلد تيرنز على موقع ألو سيني (الفرنسية)
- أز ذا وورلد تيرنز على موقع قاعدة بيانات الفيلم (الإنجليزية)